# Legio XXI Rapax

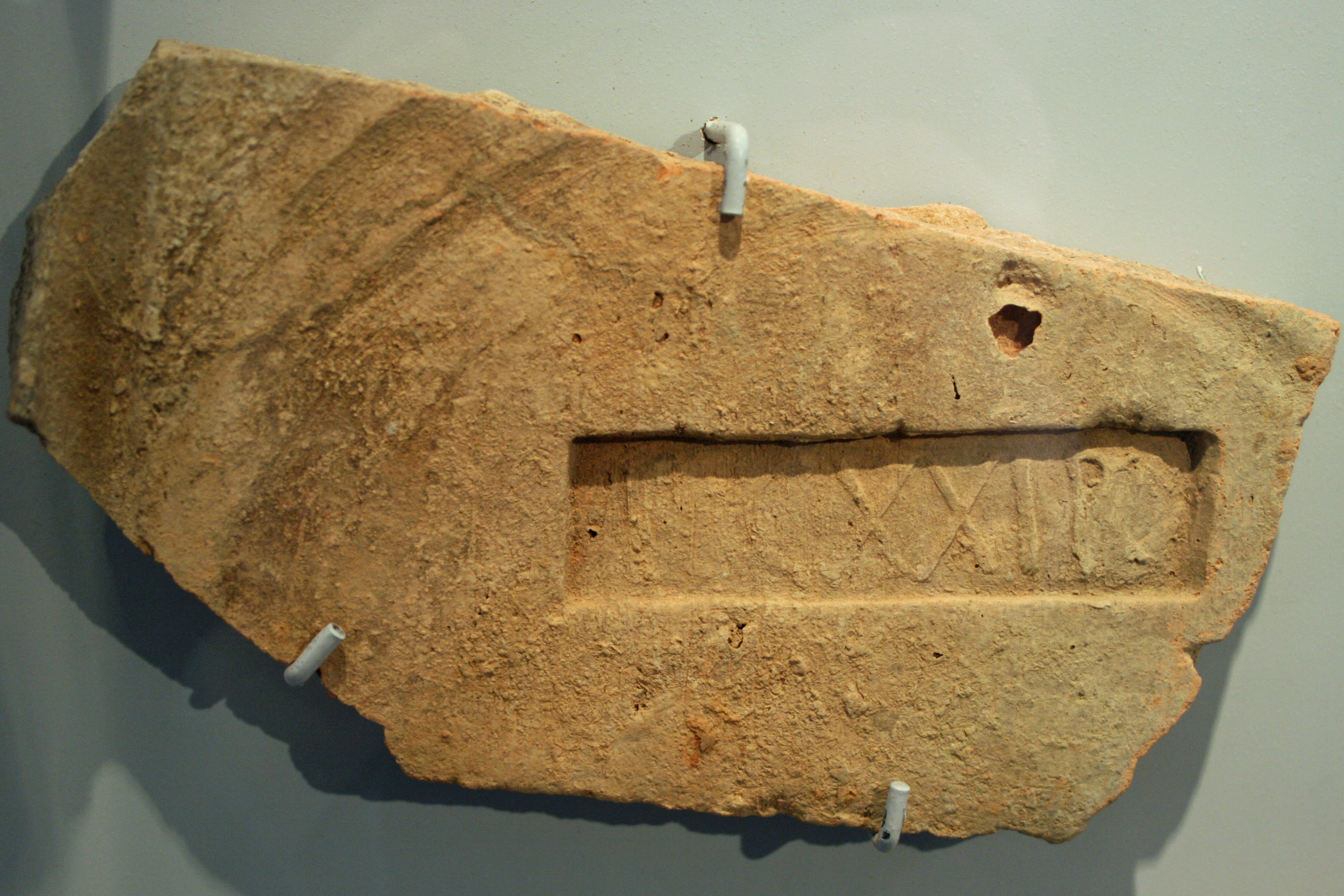
Tegelstempel (XXIR)

Legio XXI Rapax ("het graaiende") was een Romeins legioen, de milites stonden bekend als rapaces.
Het 21e legioen werd waarschijnlijk in 31 v.Chr. opgericht door Gaius Julius Caesar Octavianus, de latere keizer Augustus en werd ingezet tegen de Cantabriërs in de Spaanse provincie Hispania Tarraconensis. Na de vernietiging van drie Romeinse legioenen tijdens de slag bij het Teutoburgerwoud werd het Legio XXI Rapax samen met het Legio V Alaudae in Castra Vetera (Xanten) gestationeerd, waar het legioen in 14 deelnam aan de eerste veldtocht in Germania van Germanicus Julius Caesar.
Vanaf het jaar 15 was het legioen in de provincie Raetia, vermoedelijk in Castra Regina (Regensburg) gevestigd. Na de Romeinse invasie van Brittannië in 43 door keizer Claudius werd het legioen naar Opper-Germanië (Germania Superior) verplaatst, eerst in Argentoratum (Straatsburg) en daarna in Vindonissa (Windisch). In 47 herbouwden de soldaten hier de houten versterkingen in steen. In 70 werd het 21e legioen onder leiding van Quintus Petillius Cerialis met verschillende andere legioenen naar Neder-Germanië (Germania Inferior) gestuurd om de Bataafse Opstand neer te slaan. Na 70 was het legioen eerst in Bonna (Bonn) en vanaf 83 in Mogontiacum (Mainz) gelegerd.
Toen in 89 Lucius Antonius Saturninus, de gouverneur van Germania Superior, in opstand kwam tegen keizer Domitianus deed het legioen met Saturninus mee. De opstand werd snel de kop ingedrukt en het legioen werd naar de provincie Pannonia gestuurd, waar het legio XXI Rapax in 92 door de Sarmaten volledig werd vernietigd.